# Молодіжна збірна Кувейту з хокею із шайбою
Молодіжна збірна Кувейту з хокею із шайбою — національна молодіжна чоловіча збірна команда Кувейту, складена з гравців віком не більше 20 років, яка представляє країну на міжнародних змаганнях з хокею. Функціонування команди забезпечується Хокейною асоціацією Кувейту, яка є членом ІІХФ.

## Історія
Молодіжна збірна Кувейту дебютувала на турнірі Кубка виклику Азії в 2019 році, в столиці Малайзії Куала-Лумпур. У першій грі поступились збірній Індонезії 3–10. Поступились вони і в двоох наступних матчах збірним Монголії та Таїланду, посівши останнє четверте місце. Поразка від Таїланду 0–25 є найбільшою в історії збірної Кувейту.

## Результати на Азійському Кубку Виклику
- 2019 – 4-е місце